# Enoploides brevis
Enoploides brevis is een rondwormensoort uit de familie van de Thoracostomopsidae.